# La Motte-Fouquet
La Motte-Fouquet ist eine französische Gemeinde im Département Orne in der Normandie. Sie gehört zum Arrondissement Alençon und zum Kanton Magny-le-Désert.

## Lage
Die Gemeinde La Motte-Fouquet liegt an der Gourbe an der Grenze zum Département Mayenne, 25 Kilometer nordwestlich von Alençon. Sie grenzt im Norden an La Chaux, im Nordosten an Joué-du-Bois, im Südosten an Lignières-Orgères, im Südwesten an Saint-Patrice-du-Désert sowie im Nordwesten an Magny-le-Désert.

## Bevölkerungsentwicklung
| Jahr                       | 1962 | 1968 | 1975 | 1982 | 1990 | 1999 | 2006 | 2012 | 2021 |
| -------------------------- | ---- | ---- | ---- | ---- | ---- | ---- | ---- | ---- | ---- |
| Einwohner                  | 224  | 205  | 158  | 153  | 161  | 148  | 167  | 162  | 161  |
| Quellen: Cassini und INSEE |      |      |      |      |      |      |      |      |      |

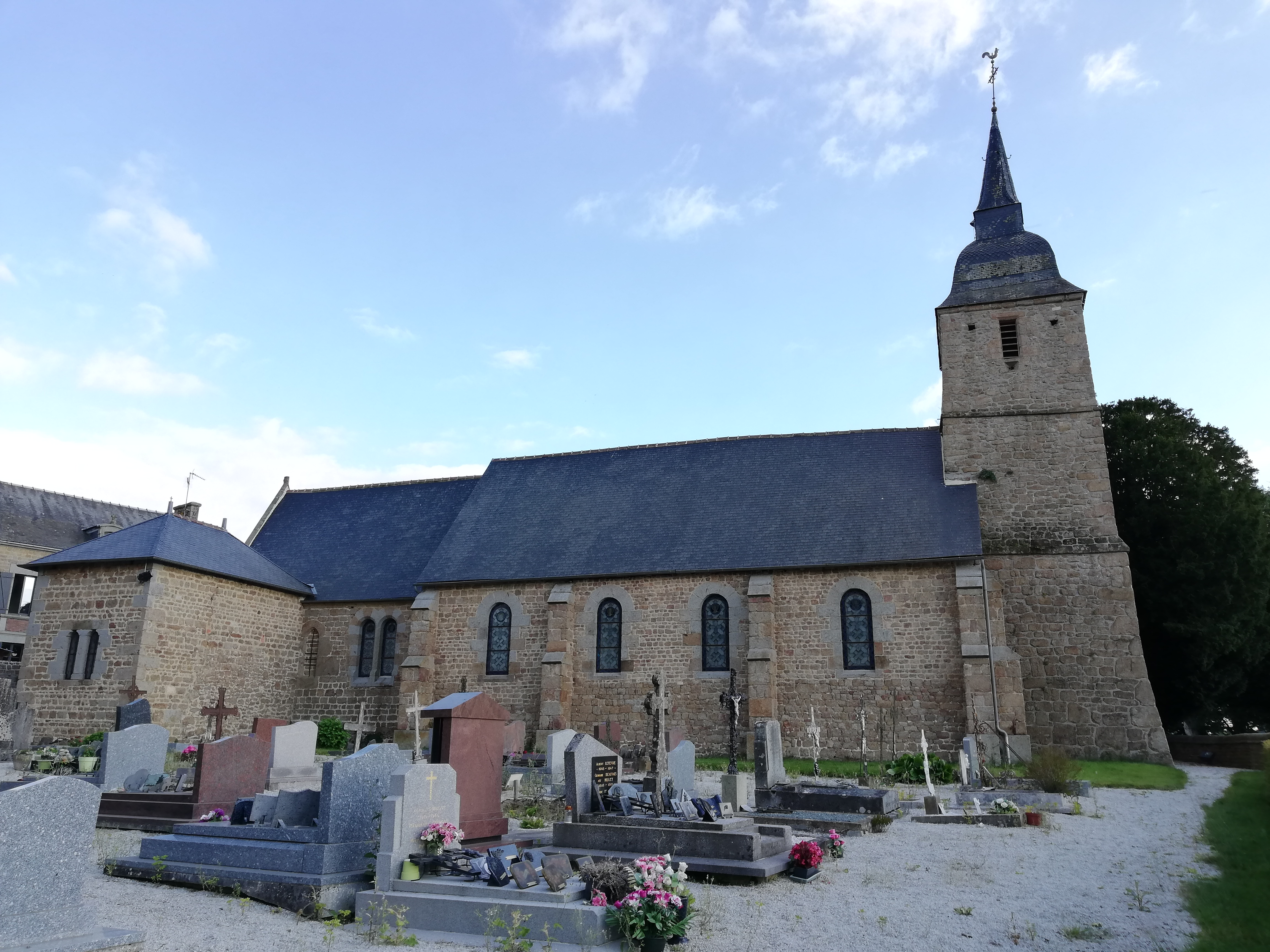
Kirche Saint-Symphorien
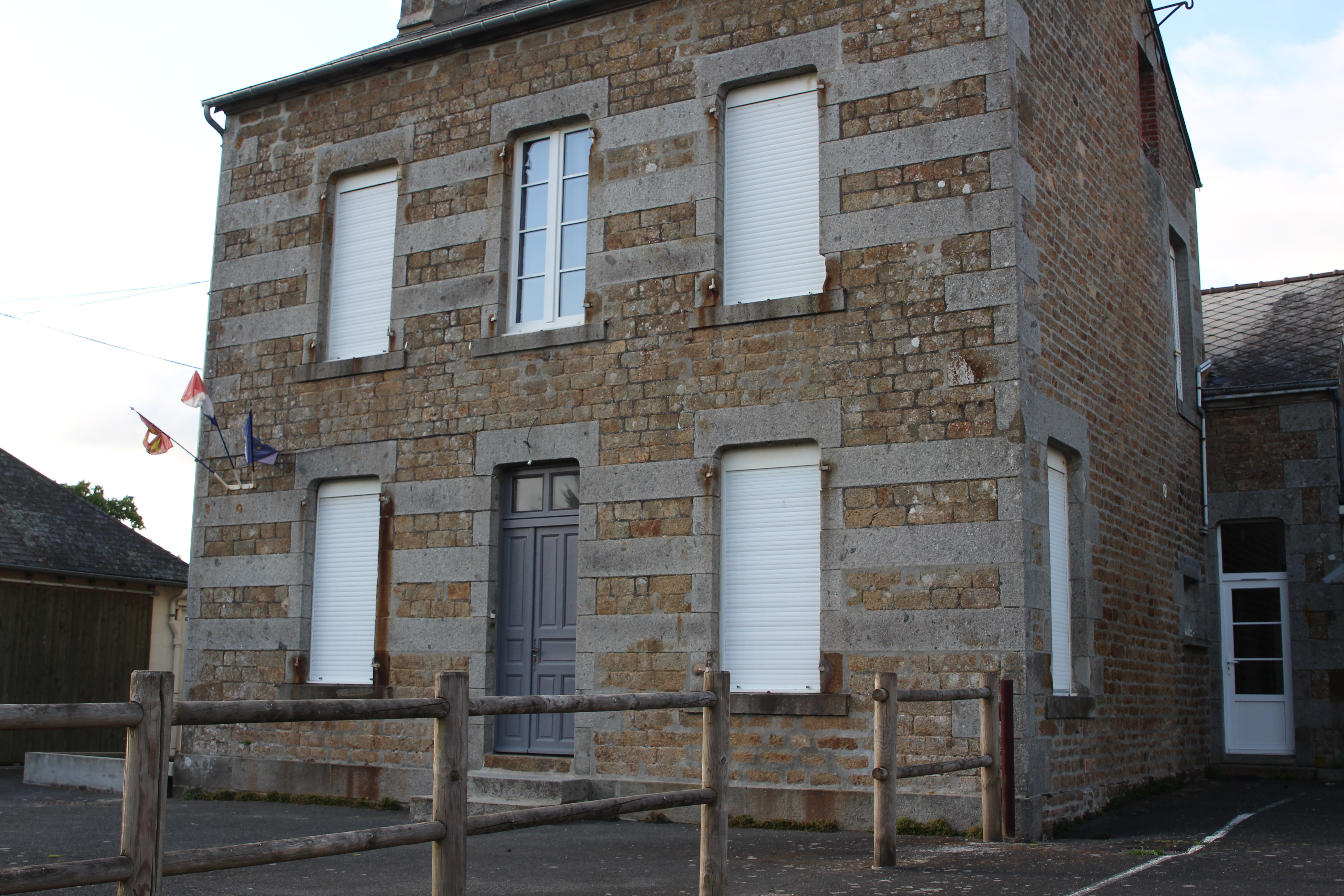
Mairie (Rathaus)